# Francesc Vallès
Francesc Vallès Vives est un homme politique espagnol membre du Parti des socialistes de Catalogne (PSC), né le 6 juillet 1971 à Reus.
Il est député de la circonscription de Tarragone entre 2004 et 2016.

## Biographie

### Formation et profession
Titulaire d'une licence en droit de l'université autonome de Barcelone (UAB) en 1994, il y obtient un doctorat en 2002 puis officie en tant que professeur de droit constitutionnel. Il possède également un master en droit de l'université de Georgetown obtenu en 2000.

### Secrétaire d'État à la Communication
Le président du gouvernement Pedro Sánchez opère un large remaniement de son gouvernement le 12 juillet 2021 au cours duquel il en profite pour renouveler son équipe au sein de la présidence. Après avoir remplacé son directeur de cabinet Iván Redondo par Óscar López, Sánchez choisit de nommer Francesc Vallès comme secrétaire d'État à la Communication en remplacement du journaliste et proche de Redondo, Miguel Ángel Oliver.